# Frumpy
Frumpy was een Duitse rockband uit Hamburg.

## Bezetting
- Inga Rumpf[4] (zang)
- Jean-Jacques Kravetz[5] (keyboards)
- Carsten Bohn[6] (drums)
- Karl-Heinz Schott[7] (basgitaar)
- Rainer Baumann[8] (gitaar, 1971–1972)
- Thomas Kretschmer[9] (gitaar, 1972)
- Frank Diez[10] (gitaar, 1991)

## Geschiedenis
In 1969 verlieten Bohn, Rumpf, Kravetz en Schott de Hamburgse formatie The City Preachers, die was opgericht in 1965 en formeerden de band Frumpy. Tot de herfst van 1970 stond Frumpy onder andere in Frankrijk en Duitsland op het podium naast de toentertijd reeds bekende band Yes. Vervolgens gingen de vier muzikanten in de studio en namen hun eerste album All Will Be Changed op, die nog in hetzelfde jaar werd uitgebracht bij Philips Records.
In Duitsland was dit album succesvol en bewees, dat muziek uit Duitsland internationaal kon meedoen. Vooral Inga Rumpfs krachtige zang, de lange keyboardloops en de jazzige elementen leken de tijdgeest te hebben geraakt. Juist in de pas ontstane progressieve rock was snel een plaats gevonden voor Frumpy. Ook de critici bleken niet onaangedaan door Frumpy. Zo koos het Duitse muziekblad Musikexpress Frumpy tot de populairste band van het jaar en ook de FAZ sprak zich positief uit.
In 1971 werd de band uitgebreid met Rainer Baumann en verscheen de tweede lp Frumpy 2, weer bij Philips Records. Dit album werd vrijwel opgenomen onder live-omstandigheden. In 1972 verscheen dan het derde en voor enige tijd laatste single By The Way bij het Philips-sublabel Vertigo Records.
Rumpf, Kravets en Schott formeerden in 1972 de eveneens succesvolle band Atlantis. Bohn formeerde met verschillende muzikanten in andere bezettingen zijn eigen band Carsten Bohn's Bandstand (1979-1981). Van 1979 tot 1983 componeerde Bohn muziekstukken voor het hoorspellabel Europa, waarvan vele werden gebruikt in bekende series, waaronder Fünf Freunde, TKKG, Drei Fragezeichen, Pizzabande, e.a. Rainer Baumann formeerde zijn eigen band de Rainer Baumann Band, waarmee hij in variabele bezettingen tot 2002 onderweg was.
Frumpy kwam in 1990 weer samen en produceerde onder andere met Frank Diez drie verdere albums, die echter muzikaal aanzienlijk gladder en rustiger waren dan de vroegere albums.

## Discografie

### Singles
- 1971: Life Without Pain / Morning
- 1971: Roadriding / Time Makes Wise

### Albums
- 1970: All Will Be Changed
- 1971: Frumpy 2
- 1972: By the Way
- 1973: Live
- 1990: Now!
- 1991: News
- 1995: Live Ninetyfive